# Atalarico
Atalarico, in gotico Aþalareiks e in tedesco Athalarich (516 o 518 – 2 ottobre 534), fu re degli Ostrogoti, sotto la reggenza di sua madre Amalasunta, dal 526 al 534.

## Biografia
Atalarico, figlio di Eutarico (morto nel 522) e di Amalasunta, figlia di Teodorico, nacque nel 516 o nel 518.
Fu designato suo successore dal nonno Teodorico, ma Amalasunta, essendo il figlio molto giovane, mantenne come reggente le redini del potere. Non sopportando la reggenza di una donna, né l'educazione romana impartita al ragazzo, né i rapporti ossequiosi di Amalasunta verso Bisanzio e neppure il suo spirito conciliante verso i Romani, la nobiltà gota riuscì a strapparle il figlio e a educarlo secondo le usanze del suo popolo.
Il giovane morì prematuramente nel 534. Allora Amalasunta, che voleva mantenere il potere, sposò Teodato, duca di Tuscia e uno dei capi del partito nazionale. Costui, però, poco tempo dopo la fece imprigionare con l'inganno in un castello dell'Isola Martana, sul lago di Bolsena, dove poi la fece uccidere da due suoi sicari nel 535.